# 瀬島達佳
瀬島 達佳（せじま たつよし、1950年4月17日 - ）は、日本の元俳優。瀬嶋達佳とも表記される。別名・瀬嶋 将貴（）。岡山県出身。

## 人物・経歴
叔父が大野幸太郎と大内剣友会での同期で、1968年に叔父を頼りに高校の同級生だった石丸強志とともに上京し、大野剣友会に入会した。『柔道一直線』では吹き替えのほか、最終クールで麻生先輩役でレギュラー出演。
『仮面ライダー』では多数の怪人のスーツアクターを務めたほか、第19話では、泳げないメンバーに代わって水絡み場面のスタントも担当している。
若いころから髭ともみあげを生やしていた。
大野剣友会退会後は、コメディアン・関敬六のマネージャーなどを経て、芸能プロ「瀬嶋事務所」を主催している。

## 出演作品

### テレビドラマ
- 柔道一直線（1969年、TBS）吹き替え、麻生（第80話 - ）
- 仮面ライダー（1971 - 1973年、MBS） 怪人[注釈 2]、戦闘員、ダイバー（第19話）、ほか
- 好き! すき!! 魔女先生（1971 - 1972年、ABC）ギャング ほか
- 変身忍者 嵐（1972 - 1973年、MBS）怪人のスーツアクター

### 映画
- 仮面ライダー対ショッカー（1972年） - ザンジオー[6]